# Polonesa en fa sostingut menor, op. 44 (Chopin)

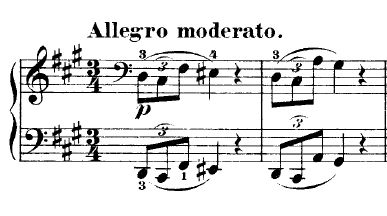
Inici de la Polonesa tràgica

La Polonesa en fa sostingut menor, op. 44, és una peça per a piano sol escrita per Frédéric Chopin l'any 1841. Sovint és coneguda com la Polonesa tràgica. Està dedicada a la princesa Ludmila deBeauveau, un membre prominent del polonesos que van emigrar a París.
Malgrat el seu títol, la polonesa és una obra composta en forma ternària, amb una secció central en la major que és una masurca. La seva interpretació pot durar al voltant d'onze minuts.